# 南豐戰鬥
南豐戰鬥發生於1933年2月12日－14日，地點則是在中國江西南豐。是國共內戰前期主要戰鬥之一，交戰一方為中華民國國民革命軍，另一方則為中國共產黨所領導之中國工農紅軍。戰鬥末了，共軍仍未攻佔南豐。